# Wasserkraftwerk Warmen

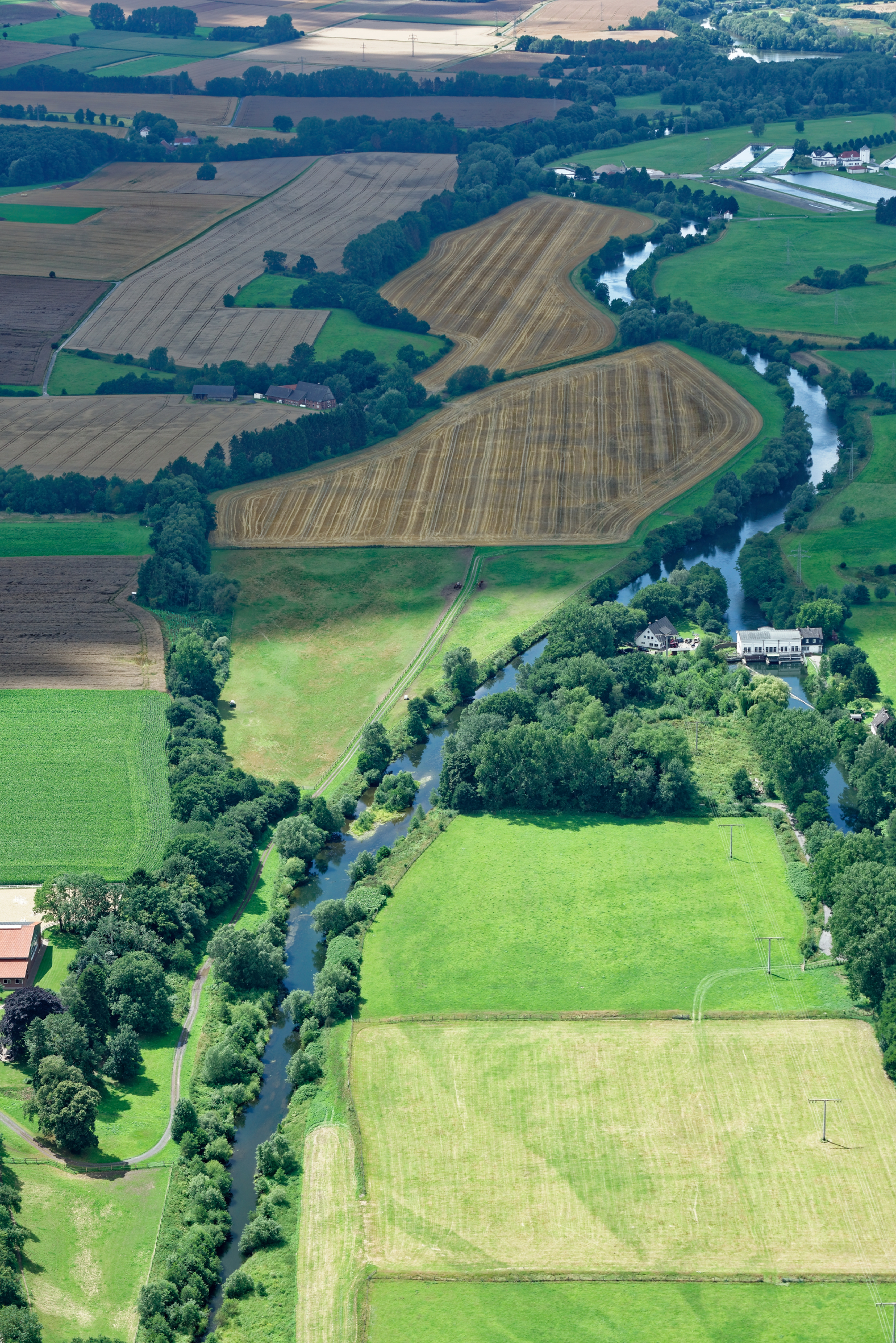
Wasserkraftwerk Warmen

Das Laufwasserkraftwerk Warmen liegt westlich von Wickede (Ruhr) an der Grenze zu Fröndenberg und Menden. Der Zufluss erfolgt über den Obergraben.
Der Bau der Anlage wurde von einem Gutsbesitzer begonnen. 1911 verkaufte er das Kraftwerk an die Gewerkschaft Baduhild, die den Strom für ihre entstehende Wasserstoff und Sauerstoff-Fabrik benötigte. Es wurde 1911 eröffnet. Es verfügt über eine Francisturbine und wurde 1950 mit einer Kaplanturbine ergänzt. Später bezog die Wuragrohr, die Vorgängergesellschaft des Wickeder Werkes der Mannesmann-Röhren-Werke (MRW) einen Teil ihres benötigten Stroms aus dem Kraftwerk. 2001 verkaufte MRW das Wasserkraftwerk an den privaten Unternehmer Bernd Walters. Das Laufwasserkraftwerk hat eine installierte Leistung von etwa 1 MW und produziert etwa 4 GWh jährlich.